# Frontó de Talamone
El Frontó de Talamone és un element arquitectònic de forma triangular amb relleus mitològics, que coronava el centre de la façana d'un temple de la civilització etrusca, etrusci (en llatí).
El frontó data del Segle II aC i és de l'estil hel·lenístic. Està fet de terracota, com gairebé tots els relleus dels frontons en les construccions etrusques.
Els etruscs van habitar en Etrúria, que abastava les regions italianes de l'Úmbria, Toscana, Laci i Roma. La civilització etrusca va perdurar del segle IX aC. fins a l'I dC, quan es va adaptar a la cultura de l'Imperi Romà.

## Conservació
El frontó està exposat a Orbetello (Grosseto), Itàlia.